# Sansanding
Sansanding è un comune rurale del Mali facente parte del circondario di Ségou, nella regione omonima.
Il comune è composto da 17 nuclei abitati:
- Bazanikelen
- Diado
- Diassa
- Donina
- Gomabougou
- Gomakoro
- Komola
- Madina
- N'Tiguitiona
- Niandougou
- Sansanding
- Soualibougou
- Soungo
- Tossouma
- Wélentiguila Bamana
- Wélentiguila Bozo
- Zanfina